# Willingen (Assia)
Willingen (ufficialmente Willingen (Upland)) è un comune tedesco di 6 422 abitanti, situato nel Land dell'Assia.
Stazione sciistica specializzata nello sci nordico, è attrezzata con il trampolino Mühlenkopf.

## Storia

### Simboli
Al centro dello scudo è raffigurata cosiddetta "Stella di Waldeck", una stella nera a otto punte su sfondo d'oro, che sta a rimarcare l'appartenenza del comune al circondario di Waldeck; il cristallo di neve ricorda che il comune è una stazione sciistica mentre il profilo ad abeti in punta simboleggia le grandi foreste della regione montuosa.
Lo stemma è stato approvato dal Ministero dell'interno e dello sport dell'Assia il 30 dicembre 1968.

## Geografia antropica

### Suddivisioni amministrative
Appartengono al comune di Willingen (Upland) le frazioni (Ortsbezirk) di Bömighausen, Eimelrod, Hemmighausen, Neerdar, Rattlar, Schwalefeld, Usseln, Welleringhausen e Willingen.
Tutte le frazioni eleggono un «consiglio locale» (Ortsbeirat).